# Heart of America
Heart of America è un film del 2002 diretto da Uwe Boll.